# 梅德維湖
53°17′N 14°54′E / 53.283°N 14.900°E

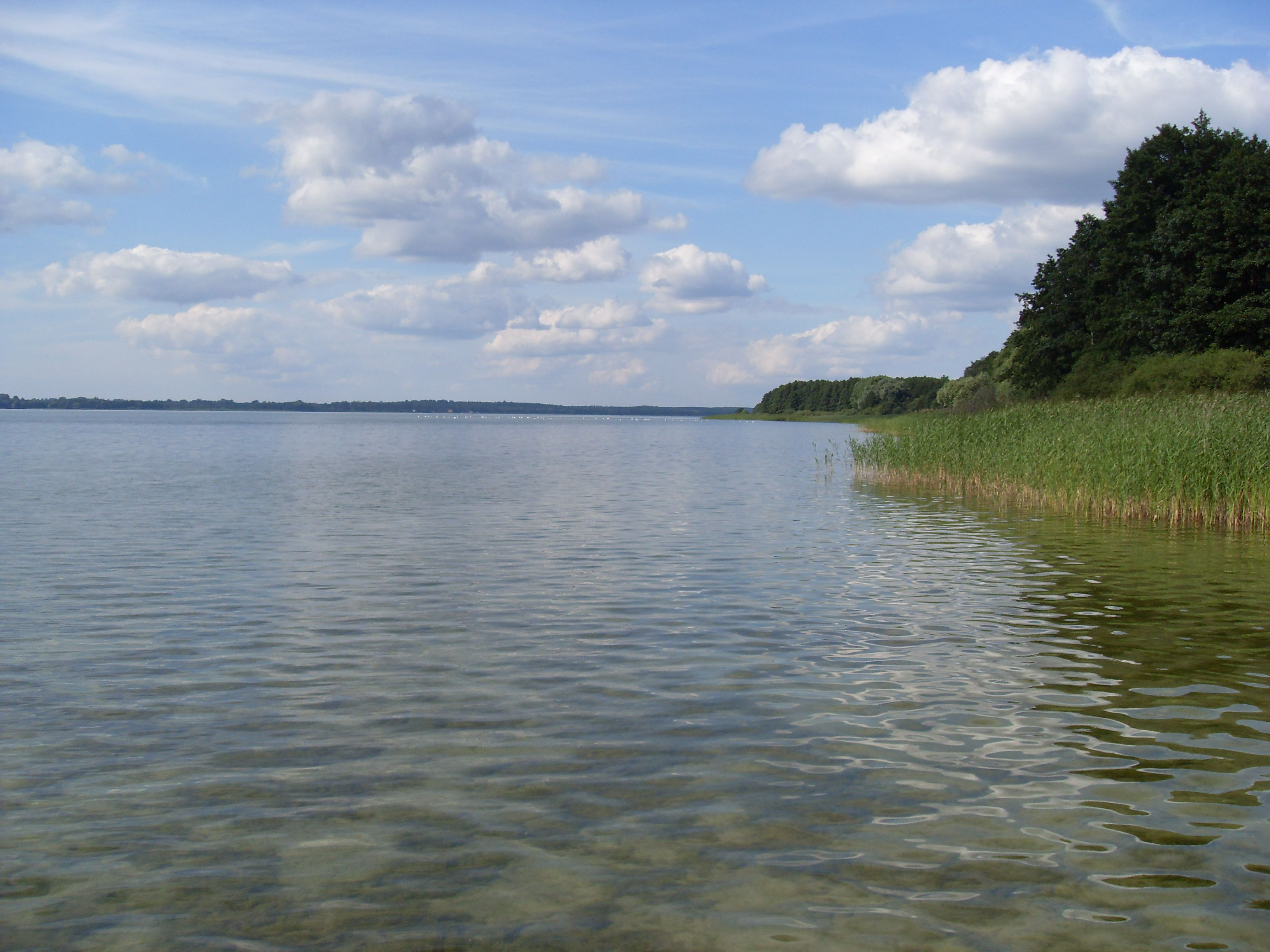
梅德維湖

梅德維湖（波蘭語：Miedwie）是波蘭的湖泊，位於該國西北部西波美拉尼亞省，距離斯塞新25公里，長16.2公里、寬3.2公里，面積35平方公里，海拔高度14米，最大水深43.8米。

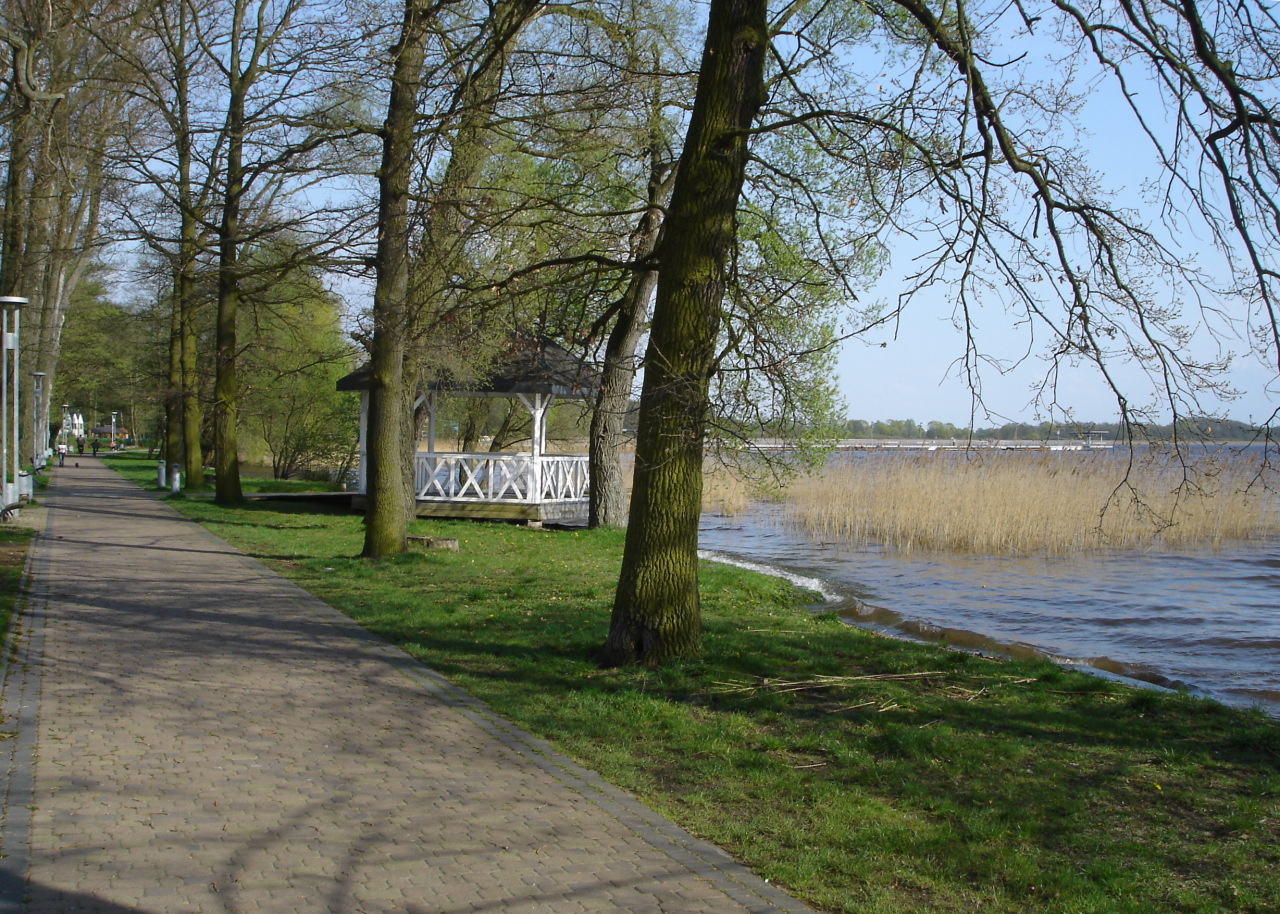
湖邊步道
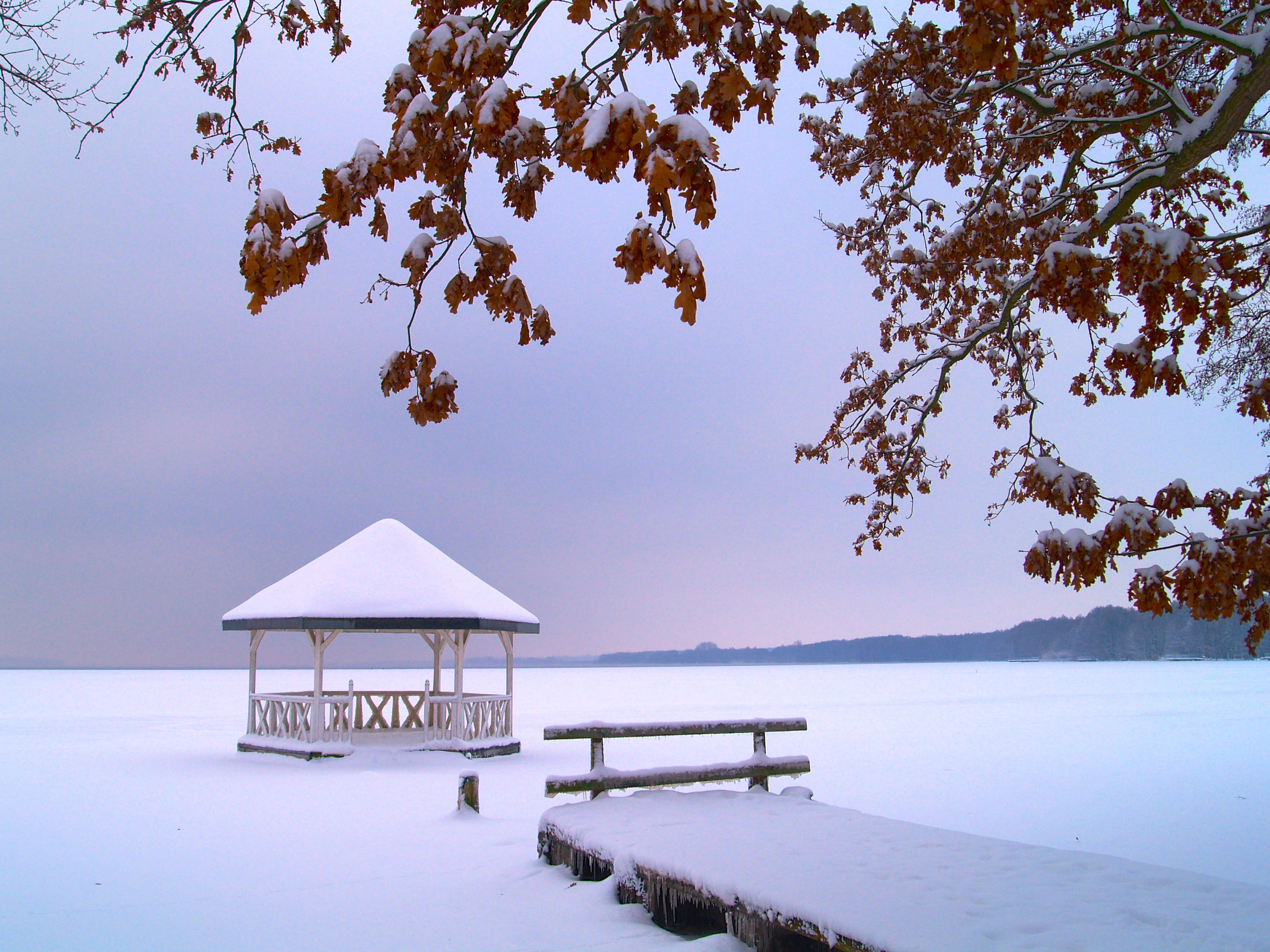
冬季被積雪覆蓋